# ナイト＝ゴーント
『ナイト＝ゴーント』は著者・篠山半太のライトノベル。第八回集英社スーパーダッシュ文庫小説新人賞最終選考作。